# L'uomo di Alcatraz
L'uomo di Alcatraz (Birdman of Alcatraz) è un film del 1962 diretto da John Frankenheimer.
La pellicola è tratta dal romanzo biografico Il morto vivente di Alcatraz del giornalista Thomas E. Gaddis del 1955, che a sua volta racconta la storia del carcerato e studioso statunitense Robert Stroud.

## Trama
Robert Stroud viene condannato a nove anni di prigione per aver ucciso in Alaska un uomo che aveva picchiato una prostituta. Dopo aver assassinato anche Kramer, una guardia carceraria che si era mostrata severa verso di lui, Stroud viene condannato all'impiccagione, ma sua madre ottiene la grazia dal Presidente degli Stati Uniti, e la pena viene commutata in ergastolo, inasprito dal continuo isolamento.
Il condannato comincia per caso ad allevare in cella un passero e il suo interesse per l'ornitologia cresce fino a diventare una dedizione assoluta. Inizia delle ricerche, anche di carattere scientifico, che andranno avanti fino a trasformarlo in un vero esperto nella materia e a fargli scrivere dei libri di successo. Unico suo contatto con il mondo esterno sono le visite della madre.
Questa situazione desta l'interesse di una vedova che lo incontra in carcere e gli propone di mettersi in affari con lei nel commercio di prodotti e farmaci per volatili. Successivamente la donna, per aiutarlo pubblicamente nella sua battaglia contro il potere carcerario, ottiene di poterlo sposare. La "relazione" termina quando Stroud è trasferito ad Alcatraz dove ritrova l'antico modo di concepire la detenzione (isolamento e inibizione di ogni interesse).
L'ergastolano concepisce allora una nuova sfida personale, trasformandosi in un uomo di profonda cultura. Inizia quindi a scrivere un trattato sulle condizioni di detenzione e sul sistema in uso nei penitenziari, un atto di accusa verso il pensiero dominante secondo cui la repressione di ogni individualità sarebbe l'unico mezzo di espiazione della pena per chi è stato espulso dalla società.
Un giornalista, accortosi della cultura e delle profondità del pensiero del galeotto, porta il suo caso all'attenzione dei media, finendo per scrivere un libro su di lui.

## Riconoscimenti
Il film è stato presentato in concorso alla 27ª Mostra internazionale d'arte cinematografica di Venezia, dove il protagonista Burt Lancaster ha vinto la Coppa Volpi per la miglior interpretazione maschile.
Il film ha ottenuto quattro nomination ai Premi Oscar 1963 e due nomination ai Golden Globe 1963.
Nel 1962 il National Board of Review of Motion Pictures l'ha inserito nella lista dei migliori dieci film dell'anno.